# Unterkonsumtionstheorie
Die Unterkonsumtionstheorie ist in der Volkswirtschaftslehre eine Theorie von John Atkinson Hobson, nach der die Entstehung von Wirtschaftskrisen (Unterkonsumtionskrise) aus einer unzureichenden Nachfrage nach Konsumgütern zu erklären ist und durch Stärkung der Massenkaufkraft durch Lohnerhöhungen bekämpft werden kann. Gegensatz ist die Überproduktionstheorie.

## Allgemeines
Insbesondere ist es gemäß dieser Theorie die zurückbleibende zahlungsfähige Nachfrage der Arbeiterklasse, die zu einer Krise führt. Ein zu großer Anteil der Einkommen wird dem Sparen zugeführt („Übersparen“), wodurch ein Ungleichgewicht zwischen Produktion und Absatz entsteht. Als klassische Vertreter der Unterkonsumtionstheorie gelten Robert Malthus – Unterkonsumtion der unproduktiven Klasse – und Jean-Charles-Léonard Simonde de Sismondi – Unterkonsumtion der Arbeiterklasse. Die Unterkonsumtionstheorie ist Grundlage für Hobsons Imperialismuskritik, nach der die englische imperialistische Expansion Ende des 19. Jahrhunderts durch eine allgemeine Lohnerhöhung und ansteigenden Binnenkonsum hätte vermieden werden können.
Unterkonsumtion wegen mangelnder Kaufkraft hat meist strukturelle Ursachen und bedeutet, dass zumindest eine relative Überproduktion bei gleichzeitiger Armut eines erheblichen Teils der Bevölkerung vorliegt. Die Produkte, die verkauft werden könnten, sind potenziell vorhanden und werden benötigt, aber die Kaufkraft reicht nicht aus, diese tatsächlich zu kaufen.
Bereits vor Hobson wurde eine ähnliche Theorie entwickelt von Johann Karl Rodbertus. Außerdem spielt bis heute die Unterkonsumtionstheorie eine Rolle etwa in der Diskussion um den Keynesianismus. Sie liegt der Kaufkrafttheorie zugrunde oder begründet höhere Staatsausgaben, um der Unterkonsumtion zu begegnen.
Als Theorie ist sie auch innerhalb des Marxismus aus dem Grunde umstritten, dass sie eine Lösung in Form von "produktivitätsorientierter Lohnpolitik" hat im Gegensatz zum Gesetz des tendenziellen Falls der Profitrate, das keine nachhaltige Krisenlösung sieht.

## Systematische Überlegung
Der Philosoph Karl Popper gibt in seinem Werk Die offene Gesellschaft und ihre Feinde (Band 2) eine systematische Zusammenstellung, wie eine Gesellschaft auf eine Steigerung der Arbeitsproduktivität reagieren kann.
Die zur Verfügung stehende höhere Produktivkraft kann genutzt werden für:
- Fall A: Investitionsgüter. Dann wird investiert, um mehr Investitionsgüter herzustellen, welche die Produktivität noch mehr steigern. Das Problem wird in die Zukunft verschoben. Popper hält dies daher für keine Dauerlösung.
- Fall B: Konsumgüter
  - für die gesamte Bevölkerung
  - für einen Teil der Bevölkerung
- Fall C: Arbeitszeit-Verkürzung
  - tägliche Arbeitszeit
  - die Anzahl der „unproduktiven“ Arbeiter, Popper meint diejenigen außerhalb des produzierenden Gewerbes, steigt, insbesondere Wissenschaftler, Ärzte, Künstler, Geschäftsleute usw.

Popper zieht hier jetzt eine Linie. Bisher handelte es sich um für die Bevölkerung erfreuliche Wirkungen einer Erhöhung der Arbeitsproduktivität. Es sind jedoch auch unerfreuliche Wirkungen denkbar.
- - die Anzahl der Arbeitslosen steigt.
- Fall D: Die Anzahl der Güter, die produziert, aber weder konsumiert noch investiert werden, steigt
  - Konsumgüter werden zerstört
  - Kapitalgüter werden nicht genutzt, d. h. Betriebe liegen brach
  - es werden Güter, die weder Investitions- noch Konsumgüter sind, produziert, z. B. Waffen (siehe auch Rüstungskeynesianismus, Permanente Rüstungswirtschaft)
  - Arbeit wird eingesetzt, um Kapitalgüter zu zerstören und so die Produktivität wieder zu senken.

Im Lichte der Wachstumstheorie kann die Problematik anhand von Zahlenbeispielen dargestellt werden.

## Zahlenbeispiele

### Fall kein technischer Fortschritt
Gäbe es keinen technischen Fortschritt und keine natürlichen Grenzen des Wachstums, dann könnte die Wirtschaft andauernd wachsen und es ergäbe sich auch keine Überproduktions- oder Unterkonsumtionsproblematik, wenn man annimmt, dass der Lohn der Arbeiter und die Produktivität stabil bleibt und der Ausgangspunkt ausgeglichen ist, sowie keine gesellschaftlichen Konflikte auftreten. Der Anteil der Konsumgüter an der Gesamtproduktion bliebe dann konstant. Im Folgenden wird ein Zahlenbeispiel gegeben etwa gemäß den Berechnungen von Harrod und Domar, wie eine Wirtschaft wachsen kann.
- A Anzahl der Arbeitskräfte
- C Anzahl der Konsumgüter
- C/A Reallohn: Konsumgüter je Arbeiter
- K Kapitalstock
- K/A Kapitalintensität
- Y Produktion
- Y/A Arbeitsproduktivität je Kopf
- K/Y Kapitalkoeffizient

Die Produktion einer Periode Y dient dazu, um in der nächsten Periode die Arbeiter mit Konsumgütern (C) und mit Produktionsmitteln (K) zu versorgen. C und K addieren sich somit zu Y jeweils der Vorperiode (in der Tabelle wegen Rundung nicht immer genau gegeben). So wiederholt sich auf immer größerer Stufenleiter die Produktion von Periode zu Periode. Die Aufteilung der Produktion auf K und C bzw. A richtet sich nach der als technisch gegeben angenommenen Kapitalintensität K/A. Außerdem muss der Reallohn C/A, der ebenfalls als gegeben angenommen ist, der für den einzelnen Arbeiter zu zahlen ist, berücksichtigt werden.
Im folgenden Zahlenbeispiel sind außerdem die Anfangswerte der Periode 1 exogen angenommen, soweit sie sich nicht aus den anderen Anfangswerten errechnen. Für einige Größen gibt es exogene Annahmen, wie sie sich verändern. Diese Größen sind in der zweiten Tabelle blau gekennzeichnet. Die Kapitalintensität K/A bleibt als technische Größe unverändert und damit wird auch keine Veränderung der Arbeitsproduktivität Y/A ausgelöst. Außerdem wird der Reallohn C/A konstant gehalten. Die restlichen Größen errechnen sich dann unter der Annahme, dass die Produktion voll für die nächste Periode verwendet wird in der Form von Lohn C und Kapital K.
Absolutwerte:
| Periode t | A     | C     | C/A  | C(t)/Y(t-1) | K     | K/A  | Y     | Y/A   | K/Y  |
| --------- | ----- | ----- | ---- | ----------- | ----- | ---- | ----- | ----- | ---- |
| -         | -     | €     | €    | -           | €     | €    | €     | €     | -    |
| 1         | 100,0 | 262,8 | 2,63 | -           | 100,0 | 1,00 | 400,0 | 4,000 | 0,25 |
| 2         | 110,3 | 289,7 | 2,63 | 72,4 %      | 110,3 | 1,00 | 441,0 | 4,000 | 0,25 |
| 3         | 121,6 | 319,5 | 2,63 | 72,4 %      | 121,6 | 1,00 | 486,2 | 4,000 | 0,25 |
| 4         | 134,0 | 352,2 | 2,63 | 72,4 %      | 134,0 | 1,00 | 536,1 | 4,000 | 0,25 |
| 5         | 147,8 | 388,3 | 2,63 | 72,4 %      | 147,8 | 1,00 | 591,1 | 4,000 | 0,25 |
| 6         | 162,9 | 428,1 | 2,63 | 72,4 %      | 162,9 | 1,00 | 651,7 | 4,000 | 0,25 |

- W(…) Wachstumsrate in %

Wachstumsraten:
| Periode t | W(A) | W(C) | W(C/A) |  | W(K) | W(K/A) | W(Y) | W(Y/A) | W(K/Y) |
| --------- | ---- | ---- | ------ |  | ---- | ------ | ---- | ------ | ------ |
| 1         | -    | -    | -      |  | -    | -      | -    | -      | -      |
| 2         | 10 % | 10 % | 0 %    |  | 10 % | 0 %    | 10 % | 0 %    | 0 %    |
| 3         | 10 % | 10 % | 0 %    |  | 10 % | 0 %    | 10 % | 0 %    | 0 %    |
| 4         | 10 % | 10 % | 0 %    |  | 10 % | 0 %    | 10 % | 0 %    | 0 %    |
| 5         | 10 % | 10 % | 0 %    |  | 10 % | 0 %    | 10 % | 0 %    | 0 %    |
| 6         | 10 % | 10 % | 0 %    |  | 10 % | 0 %    | 10 % | 0 %    | 0 %    |

In diesem Zahlenbeispiel kann die Wirtschaft mit 10 % wachsen.
Damit zwischen der Produktionsmenge Y und dem Kapitalstock K ein technisches Verhältnis besteht, v = K/Y, der Kapitalkoeffizient oder 1/v = Y/K, die Kapitalproduktivität, muss die Produktionsmenge Y und der Kapitalstock K mit derselben Rate wachsen. Der Kapitalstock vermehrt sich nun um die Investitionen. Je größer also die Wachstumsrate sein soll, desto mehr muss investiert werden, ein desto größerer Teil der Produktion muss also gespart und investiert werden und darf nicht konsumiert werden.
Da üblicherweise angenommen wird, dass die Arbeiter in erster Linie konsumieren, während die Unternehmer mit ihren höheren Einkommen in erster Linie sparen und damit die Finanzierung für Investitionen bereitstellen, ergibt sich als wachstumspolitische Maßnahme, dass der Konsum umso geringer sein muss, je höher das Wachstum sein soll, oder anders ausgedrückt, die Gewinne sollen möglichst hoch sein. Während also diese Lehre davon ausgeht, dass Wirtschaftswachstum etwa zur Beseitigung von Arbeitslosigkeit durch einen geringeren Konsumanteil am Produkt erreicht wird, behauptet die Unterkonsumtionstheorie oder die Überproduktionstheorie im Gegensatz dazu, dass mangelnder Konsum zu Wirtschaftskrise und Arbeitslosigkeit führt.

### Fall technischer Fortschritt
Bei technischem Fortschritt kann eine Unterkonsumtion auftreten, wenn die Löhne nicht so steigen wie die Arbeitsproduktivität. Die Nachfrage der Arbeiter bleibt dann hinter der Produktion zurück. Die Streitfrage ist, ob dies durch vermehrte Nachfrage der Unternehmen ausgeglichen werden kann, einmal durch mehr Konsum der Unternehmer oder durch mehr Nachfrage nach Investitionsgütern. Üblicherweise wird die höhere Konsumnachfrage der Unternehmer ausgeschlossen, weil deren Konsumbedürfnis nicht beliebig steigerbar ist.
Im folgenden Beispiel wird der technische Fortschritt so dargestellt, dass jetzt jeder Arbeiter von Jahr zu Jahr immer mehr Produktionsmittel verwendet, dass also die Kapitalintensität K/A steigt, Durch den größeren Kapitaleinsatz je Arbeiter wird auch eine größere Arbeitsproduktivität erreicht. In dem Zahlenbeispiel wird angenommen, dass von Jahr zu Jahr die Kapitalintensität K/A um 50 % gesteigert wird und dass dadurch eine jährliche Steigerung der Arbeitsproduktivität Y/A von ebenfalls 50 % erzielt wird. Wieder gilt wegen der technisch gegebenen Beziehung K/Y = v, dass Kapitalstock und Produktion mit derselben Rate wachsen müssen.
Gleichzeitig werden jetzt aber mit der Rate des technischen Fortschritts Arbeitsplätze rationalisiert. Muss also das Wirtschaftswachstum so groß sein, dass ein bestimmtes demografisch gegebenes Wachstum des Arbeitsangebotes von der Wirtschaft aufgenommen werden kann, dann führt der technische Fortschritt mit seinem Wegrationalisieren von Arbeitsplätzen dazu, dass zum Ausgleich die Wirtschaft noch rascher wachsen muss, dass also ein noch größerer Teil der Produktion gespart und investiert werden muss.

#### Produktivitätsorientierte Lohnpolitik
Nimmt man eine produktivitätsorientierte Lohnpolitik an, dass also die Löhne genau so steigen wie die Arbeitsproduktivität, dann stellt sich das Unterkonsumtionsproblem zunächst mal nicht. Vielmehr könnte wegen des technischen Fortschritts selbst, durch den Arbeitsplätze eingespart werden, die Beschäftigung schrumpfen.

##### Schrumpfende Beschäftigung
Wieder wird wie im letzten Zahlenbeispiel die Produktion dazu verwendet, in der nächsten Periode möglichst viel Arbeit und Kapital (Produktionsmittel) einzusetzen, wobei beachtet werden muss, dass die Kapitalintensität K/A steigt und dass die Reallöhne C/A steigen. Dies führt unter diesen Zahlenannahmen dazu, dass jetzt von Periode zu Periode die Beschäftigung schrumpft. Der steigende Bedarf an Produktionsmitteln je Arbeiter, die steigende Kapitalintensität K/A, führt dazu, dass von Periode zu Periode immer weniger beschäftigt werden können (oder müssen).
Absolutwerte:
| Periode t | A     | C     | C/A   | C(t)/Y(t-1) | K     | K/A   | Y     | Y/A    | K/Y  |
| --------- | ----- | ----- | ----- | ----------- | ----- | ----- | ----- | ------ | ---- |
| -         | -     | €     | €     | -           | €     | €     | €     | €      | -    |
| 1         | 100,0 | 262,8 | 2,63  | -           | 100,0 | 1,00  | 400,0 | 4,000  | 0,25 |
| 2         | 73,5  | 289,7 | 3,94  | 72,4 %      | 110,3 | 1,500 | 441,0 | 6,000  | 0,25 |
| 3         | 54,0  | 319,5 | 5,91  | 72,4 %      | 121,6 | 2,250 | 486,2 | 9,000  | 0,25 |
| 4         | 39,6  | 352,2 | 8,87  | 72,4 %      | 134,0 | 3,375 | 536,1 | 13,500 | 0,25 |
| 5         | 29,1  | 388,3 | 13,30 | 72,4 %      | 147,8 | 5,063 | 591,1 | 20,250 | 0,25 |
| 6         | 21,4  | 428,1 | 19,96 | 72,4 %      | 162,9 | 7,594 | 651,7 | 30,375 | 0,25 |

Wachstumsrate:
| Periode t | W(A)  | W(C) | W(C/A) |  | W(K) | W(K/A) | W(Y) | W(Y/A) | W(K/Y) |
| --------- | ----- | ---- | ------ |  | ---- | ------ | ---- | ------ | ------ |
| 1         | -     | -    | -      |  | -    | -      | -    | -      | -      |
| 2         | −27 % | 10 % | 50 %   |  | 10 % | 50 %   | 10 % | 50 %   | 0 %    |
| 3         | −27 % | 10 % | 50 %   |  | 10 % | 50 %   | 10 % | 50 %   | 0 %    |
| 4         | −27 % | 10 % | 50 %   |  | 10 % | 50 %   | 10 % | 50 %   | 0 %    |
| 5         | −27 % | 10 % | 50 %   |  | 10 % | 50 %   | 10 % | 50 %   | 0 %    |
| 6         | −27 % | 10 % | 50 %   |  | 10 % | 50 %   | 10 % | 50 %   | 0 %    |

Bei produktivitätsorientierter Lohnpolitik bleibt das Verhältnis Konsumgüterproduktion C zur gesamten Güterproduktion Y stabil (Konsumquote). Soll die Beschäftigung trotz des arbeitssparenden technischen Fortschritts wachsen, muss zunächst ein Konsumverzicht stattfinden.

##### Wachsende Beschäftigung
Soll die Beschäftigung nicht schrumpfen, sondern wachsen, dann müssen sich die Arbeiter mit einem geringeren Teil der Produktion als Lohn (Konsumgüter) zufriedengeben. Allerdings kann anschließend der Lohn wieder der Arbeitsproduktivität folgen.
Beträgt der Lohn in der ersten Periode jetzt nicht 2,63 Konsumgüter C je Arbeiter A, sondern 1,0 C/A, dann ist der Überschuss groß genug, dass trotz steigendem Bedarf an Produktionsmitteln je Arbeiter, obwohl der einzelne Arbeiter immer mehr Produktionsmittel verarbeiten kann, eine steigende Beschäftigung mit dem Wirtschaftswachstum einhergeht.
So betrachtet kann Arbeitslosigkeit durch eine einmalige Lohnsenkung bekämpft werden, also durch eine Maßnahme, die genau das Gegenteil dessen ist, was aufgrund der Unterkonsumtions- oder Überproduktionstheorie zu erwarten wäre. In der Praxis zeigt sich eher das Gegenteil, da die Arbeitslosigkeit trotz geringer werdender Reallöhne und gerade auch bei Lohnverzicht tendenziell weiter steigt.
Absolutwerte:
| Periode t | A     | C      | C/A  | C(t)/Y(t-1) | K      | K/A   | Y       | Y/A    | K/Y  |
| --------- | ----- | ------ | ---- | ----------- | ------ | ----- | ------- | ------ | ---- |
| -         | -     | €      | €    | -           | €      | €     | €       | €      | -    |
| 1         | 100,0 | 100,0  | 1,00 | -           | 100,0  | 1,00  | 400,0   | 4,000  | 0,25 |
| 2         | 133,3 | 200,0  | 1,50 | 50 %        | 200,0  | 1,500 | 800,0   | 6,000  | 0,25 |
| 3         | 177,8 | 400,0  | 2,25 | 50 %        | 400,0  | 2,250 | 1600,0  | 9,000  | 0,25 |
| 4         | 237,0 | 800,0  | 3,38 | 50 %        | 800,0  | 3,375 | 3200,0  | 13,500 | 0,25 |
| 5         | 316,0 | 1600,0 | 5,06 | 50 %        | 1600,0 | 5,063 | 6400,0  | 20,250 | 0,25 |
| 6         | 421,4 | 3200,0 | 7,59 | 50 %        | 3200,0 | 7,594 | 12800,0 | 30,375 | 0,25 |

Wachstumsrate:
| Periode t | W(A)   | W(C)  | W(C/A) |  | W(K)  | W(K/A) | W(Y)  | W(Y/A) | W(K/Y) |
| --------- | ------ | ----- | ------ |  | ----- | ------ | ----- | ------ | ------ |
| 1         | -      | -     | -      |  | -     | -      | -     | -      | -      |
| 2         | 33,3 % | 100 % | 50 %   |  | 100 % | 50 %   | 100 % | 50 %   | 0 %    |
| 3         | 33,3 % | 100 % | 50 %   |  | 100 % | 50 %   | 100 % | 50 %   | 0 %    |
| 4         | 33,3 % | 100 % | 50 %   |  | 100 % | 50 %   | 100 % | 50 %   | 0 %    |
| 5         | 33,3 % | 100 % | 50 %   |  | 100 % | 50 %   | 100 % | 50 %   | 0 %    |
| 6         | 33,3 % | 100 % | 50 %   |  | 100 % | 50 %   | 100 % | 50 %   | 0 %    |

Der Anteil der Konsumgüter C an der Gesamtproduktion Y bleibt bei produktivitätsorientierter Lohnpolitik stabil, hier jetzt bei 25 %. Allerdings kann ein umso größeres Wirtschaftswachstum erzielt werden, je geringer der Anteil am (wachsenden) Gesamtprodukt ist, den die Arbeiter bekommen.

#### Konstanter Reallohn
Würden die Reallöhne nicht wachsen, sondern blieben konstant, dann ergäbe sich folgendes, wobei wieder angenommen wird, dass die Kapitalintensität K/A von Periode zu Periode um 50 % gesteigert wird, was von Periode zu Periode auch eine Steigerung der Arbeitsproduktivität Y/A um 50 % auslöst.
Absolutwerte:
| Periode t | A      | C      | C/A  | C(t)/Y(t-1) | K       | K/A   | Y       | Y/A    | K/Y  |
| --------- | ------ | ------ | ---- | ----------- | ------- | ----- | ------- | ------ | ---- |
| -         | -      | €      | €    | -           | €       | €     | €       | €      | -    |
| 1         | 100,0  | 100,0  | 1,00 | -           | 100,0   | 1,00  | 400,0   | 4,000  | 0,25 |
| 2         | 160,0  | 160,0  | 1,00 | 40,0 %      | 240,0   | 1,500 | 960,0   | 6,000  | 0,25 |
| 3         | 295,4  | 295,4  | 1,00 | 30,8 %      | 2658,5  | 9,000 | 485,7   | 4,000  | 0,25 |
| 4         | 607,6  | 607,6  | 1,00 | 22,9 %      | 2050,8  | 3,375 | 8203,3  | 13,500 | 0,25 |
| 5         | 1353,1 | 1353,1 | 1,0  | 16,5 %      | 6850,1  | 5,063 | 27400,6 | 20,250 | 0,25 |
| 6         | 3188,4 | 3188,4 | 1,0  | 11,6 %      | 24212,1 | 7,594 | 96848,5 | 30,375 | 0,25 |

Wachstumsrate:
| Periode t | W(A)    | W(C)  | W(C/A) |  | W(K)    | W(K/A) | W(Y)    | W(Y/A) | W(K/Y) |
| --------- | ------- | ----- | ------ |  | ------- | ------ | ------- | ------ | ------ |
| 1         | -       | -     | -      |  | -       | -      | -       | -      | -      |
| 2         | 60,0 %  | 60 %  | 0 %    |  | 140,0 % | 50 %   | 140,0 % | 50 %   | 0 %    |
| 3         | 84,6 %  | 85 %  | 0 %    |  | 176,9 % | 50 %   | 176,9 % | 50 %   | 0 %    |
| 4         | 105,7 % | 106 % | 0 %    |  | 208,6 % | 50 %   | 208,6 % | 50 %   | 0 %    |
| 5         | 122,7 % | 123 % | 0 %    |  | 234,0 % | 50 %   | 234,0 % | 50 %   | 0 %    |
| 6         | 135,6 % | 136 % | 0 %    |  | 253,5 % | 50 %   | 253,5 % | 50 %   | 0 %    |

Dieses anhaltende Zurückbleiben der Löhne hinter der Arbeitsproduktivität ermöglicht jetzt ein immer stärkeres Beschäftigungswachstum. Andererseits wird der Anteil der Konsumgüter an der Produktion insgesamt immer geringer. Ein immer größerer Teil der Produktion geht in das Wachstum, ein immer geringerer Teil, der aber absolut zunimmt, wird von den Arbeitern konsumiert. Dies entspricht dem Fall A in Poppers Schema.
Die Streitfrage ist jetzt, ob sich so eine Unterkonsumtions- oder Überproduktionskrise begründen lässt, oder ob das immer größere Wirtschafts- und Beschäftigungswachstum grundsätzlich krisenfrei erfolgen könnte. Früher oder später wird ein immer größeres Wirtschaftswachstum jedenfalls an die Vollbeschäftigungsgrenze stoßen, was dann als Überproduktionskrise interpretiert werden kann. Wird von einem bestimmten Wachstum des Arbeitsangebotes ausgegangen, dann muss jetzt das Wirtschaftswachstum so abgebremst werden, dass es sich dem langsameren Bevölkerungswachstum anpasst. Dies kann durch Ausweitung des Anteils der Produktion, der in den Konsum geht, erfolgen. Da bei Vollbeschäftigung die Löhne steigen, wird auch der Konsum steigen, so dass vielleicht schon durch die Marktkräfte sich ein neues Wachstumsgleichgewicht einstellt. Oder die Lohnpolitik muss zusammen mit keynesianischen Maßnahmen die Konsumquote so steuern, dass ein zum Wachstum des Arbeitsangebotes passende Wirtschaftswachstumsrate sich einstellt.

### Überinvestition/Überakkumulation
Bisher wurden die Gleichgewichtsannahmen der Wachstumstheorie zugrunde gelegt, wonach die Kapitalintensität K/A und die Arbeitsproduktivität Y/A mit derselben Rate wachsen. Eine ungleichgewichtige Annahme wäre, dass ein bestimmtes Wachstum der Kapitalintensität ein noch höheres Wachstum bei der Arbeitsproduktivität hervorruft. Darin bestünde dann der Anreiz für das einzelne Unternehmen – die Individualrationalität –, die Kapitalintensität auszuweiten, da dies dann zu einer noch höheren Steigerung der Arbeitsproduktivität führt. Führt dieser Ansporn dazu, dass ein bestimmtes Wachstum der Arbeitsproduktivität in der nächsten Periode von den Unternehmen mit einer noch stärkeren Steigerung der Kapitalintensität beantwortet wird, dann ergeben sich gesamtwirtschaftlich Schwierigkeiten, die sich in einer schließlich schrumpfenden Beschäftigung ausdrücken. Die Kollektivrationalität ist nicht gegeben, es besteht eine Rationalitätenfalle.
Im folgenden Zahlenbeispiel ist jetzt angenommen, dass eine Erhöhung der Kapitalintensität um einen bestimmten Wachstumsfaktor zu einer bezüglich dieses Faktors 1,2-fachen Erhöhung der Arbeitsproduktivität führt in derselben Periode. Dies stellt den Anreiz für das einzelne Unternehmen dar, die Kapitalintensität zu erhöhen (Individualrationalität).
Dabei soll die Steigerung der Kapitalintensität, der Einsatz an Produktionsmitteln je Arbeiter, größer sein als die Steigerung der Arbeitsproduktivität, als die Steigerung der Produktion je Arbeiter in der Vorperiode. Es soll der Einfachheit halber der gleiche Vergrößerungsfaktor von 1,2 für den Wachstumsfaktor angenommen werden. (Demnach führt eine Steigerung der Arbeitsproduktivität um den Faktor 1,2 oder um 20 % in der nächsten Periode zu einer Steigerung der Kapitalintensität um den Faktor 1,2 mal 1,2 oder um 1,44, das sind 44 %. Dies führt dann wieder in derselben Periode zu einer Steigerung der Arbeitsproduktivität um 1,44 mal 1,2 oder um 1,728 oder um rund 73 %)

#### Löhne steigen wie Kapitalintensität
Steigen die Löhne C/A im selben Maße wie die Kapitalintensität K/A, bleiben die beiden Abteilungen I (Investitionsgüter) und II (Konsumgüter) im gleichen Verhältnis, so dass sich keine Unterkonsumtion einstellt. Das Beschäftigungswachstum nimmt aber bei Überakkumulation immer mehr ab.
Absolutwerte:
| Periode t | A      | C         | C/A  | C(t)/Y(t-1) | K         | K/A  | Y        | Y/A    | K/Y   |
| --------- | ------ | --------- | ---- | ----------- | --------- | ---- | -------- | ------ | ----- |
| -         | -      | €         | €    | -           | €         | €    | €        | €      | -     |
| 1         | 100,0  | 100,0     | 1,0  | -           | 100,0     | 1,00 | 600,0    | 6,0    | 0,167 |
| 2         | 250,0  | 300,0     | 1,2  | 50,0 %      | 300,0     | 1,2  | 2160,0   | 8,6    | 0,139 |
| 3         | 520,8  | 1080,0    | 2,1  | 50,0 %      | 1080,0    | 2,1  | 9331,2   | 17,9   | 0,116 |
| 4         | 904,2  | 4665,6    | 5,2  | 50,0 %      | 4665,6    | 5,2  | 48 372,9 | 53,5   | 0,096 |
| 5         | 1308,2 | 24186,5   | 18,5 | 50,0 %      | 24 186,5  | 18,5 | 3,0E+05  | 230,0  | 0,080 |
| 6         | 1577,2 | 150 459,2 | 95,4 | 50,0 %      | 150 459,2 | 95,4 | 2,2E+06  | 1424,3 | 0,067 |

Wachstumsrate:
| Periode t | W(A)    | W(C)  | W(C/A) |  | W(K)    | W(K/A) | W(Y)    | W(Y/A)  | W(K/Y) |
| --------- | ------- | ----- | ------ |  | ------- | ------ | ------- | ------- | ------ |
| 1         | -       | -     | -      |  | -       | -      | -       | -       | -      |
| 2         | 150,0 % | 200 % | 20 %   |  | 200 %   | 20 %   | 260,0 % | 44,0 %  | −17 %  |
| 3         | 108,3 % | 260 % | 73 %   |  | 260,0 % | 73 %   | 332,0 % | 107,4 % | −17 %  |
| 4         | 73,6 %  | 332 % | 149 %  |  | 332,0 % | 149 %  | 418,4 % | 198,6 % | −17 %  |
| 5         | 44,7 %  | 418 % | 258 %  |  | 418,4 % | 258 %  | 522,1 % | 330,0 % | −17 %  |
| 6         | 20,6 %  | 522 % | 416 %  |  | 522,1 % | 416 %  | 646,5 % | 519,2 % | −17 %  |

#### Konstanter Reallohn
Hält der Reallohn nicht mit dem Wachstum der Arbeitsproduktivität mit, dann ist technisch ein höheres Beschäftigungswachstum möglich. Da jedoch die Kapitalintensität K/A immer stärker ausgeweitet wird, als die Arbeitsproduktivität Y/A zugenommen hat, führt dies früher oder später in jedem Falle zu einer rückläufigen Beschäftigungsentwicklung. Im ersten Beispiel verlangsamen sich bereits die Zuwachsraten der Beschäftigung in der fünften und sechsten Periode. Im zweiten Beispiel ist angenommen, dass die Kapitalintensität nicht um das 1,2fache des Wachstumsfaktors zunimmt, um welchen die Arbeitsproduktivität zugenommen hat, sondern um das 1,8fache. Dann nimmt die Beschäftigung absolut in der fünften und sechsten Periode ab. Diese Beschäftigungsschrumpfung kann lohnpolitisch vielleicht im Ablauf beeinflusst, unter diesen Annahmen der Überakkumulation (Kapitalintensität nimmt stärker zu als Arbeitsproduktivität) aber nicht verhindert werden.

##### Überakkumulation mit Faktor 1,2
Absolutwerte:
| Periode t | A       | C       | C/A | C(t)/Y(t-1) | K         | K/A   | Y          | Y/A    | K/Y   |
| --------- | ------- | ------- | --- | ----------- | --------- | ----- | ---------- | ------ | ----- |
| -         | -       | €       | €   | -           | €         | €     | €          | €      | -     |
| 1         | 100,0   | 100,0   | 1,0 | -           | 100,0     | 1,00  | 600,0      | 6,0    | 0,167 |
| 2         | 272,7   | 272,7   | 1,0 | 45,5 %      | 372,3     | 1,200 | 2356,4     | 8,6    | 0,139 |
| 3         | 766,6   | 766,6   | 1,0 | 32,5 %      | 1589,7    | 2,1   | 13735,2    | 17,9   | 0,116 |
| 4         | 2229,8  | 2229,8  | 1,0 | 16,2 %      | 11505,3   | 5,2   | 119287,4   | 53,5   | 0,096 |
| 5         | 6120,9  | 6120,9  | 1,0 | 5,1 %       | 113166,5  | 18,5  | 1407972,2  | 230,0  | 0,080 |
| 6         | 14606,1 | 14606,1 | 1,0 | 1,0 %       | 1393366,1 | 95,4  | 20802844,4 | 1424,3 | 0,067 |

Wachstumsrate:
| Periode t | W(A)    | W(C)    | W(C/A) |  | W(K)     | W(K/A) | W(Y)     | W(Y/A)  | W(K/Y) |
| --------- | ------- | ------- | ------ |  | -------- | ------ | -------- | ------- | ------ |
| 1         | -       | -       | -      |  | -        | -      | -        | -       | -      |
| 2         | 172,7 % | 172,7 % | 0 %    |  | 227,3 %  | 20 %   | 292,7 %  | 44,0 %  | −17 %  |
| 3         | 181,1 % | 181,1 % | 0 %    |  | 385,7 %  | 73 %   | 482,9 %  | 107,4 % | −17 %  |
| 4         | 190,9 % | 190,9 % | 0 %    |  | 623,7 %  | 149 %  | 768,5 %  | 198,6 % | −17 %  |
| 5         | 174,5 % | 174,5 % | 0 %    |  | 883,6 %  | 258 %  | 1080,3 % | 330,0 % | −17 %  |
| 6         | 138,6 % | 138,6 % | 0 %    |  | 1131,3 % | 416 %  | 1377,5 % | 519,2 % | −17 %  |

##### Überakkumulation mit Faktor 1,8
Absolutwerte:
| Periode t | A     | C     | C/A | C(t)/Y/t-1) | K           | K/A       | Y             | Y/A         | K/Y   |
| --------- | ----- | ----- | --- | ----------- | ----------- | --------- | ------------- | ----------- | ----- |
| -         | -     | €     | €   | -           | €           | €         | €             | €           | -     |
| 1         | 100,0 | 100,0 | 1,0 | -           | 100,0       | 1,00      | 600,0         | 6,0         | 0,167 |
| 2         | 214,3 | 214,3 | 1,0 | 35,7 %      | 385,7       | 1,8       | 4165,7        | 19,4        | 0,093 |
| 3         | 362,3 | 362,3 | 1,0 | 8,7 %       | 3803,4      | 10,5      | 73938,1       | 204,1       | 0,051 |
| 4         | 370,9 | 370,9 | 1,0 | 0,5 %       | 73567,3     | 198,4     | 2574265,9     | 6941,0      | 0,029 |
| 5         | 212,0 | 212,0 | 1,0 | 0,0 %       | 2574053,9   | 12144,0   | 162128329,4   | 764894,2    | 0,016 |
| 6         | 67,3  | 67,3  | 1,0 | 0,0 %       | 162128262,1 | 2408865,9 | 18381142558,9 | 273102957,6 | 0,009 |

Wachstumsrate:
| Periode t | W(A)    | W(C)    | W(C/A) |  | W(K)     | W(K/A)  | W(Y)      | W(Y/A)    | W(K/Y) |
| --------- | ------- | ------- | ------ |  | -------- | ------- | --------- | --------- | ------ |
| 1         | -       | -       | -      |  | -        | -       | -         | -         | -      |
| 2         | 114,3 % | 114,3 % | 0 %    |  | 285,7 %  | 80 %    | 594,3 %   | 224,0 %   | −44 %  |
| 3         | 69,1 %  | 69,1 %  | 0 %    |  | 886,1 %  | 483 %   | 1674,9 %  | 949,8 %   | −44 %  |
| 4         | 2,4 %   | 2,4 %   | 0 %    |  | 1834,2 % | 1790 %  | 3381,6 %  | 3301,2 %  | −44 %  |
| 5         | −42,8 % | −42,8 % | 0 %    |  | 3398,9 % | 6022 %  | 6198,0 %  | 10920,0 % | −44 %  |
| 6         | −68,2 % | −68,2 % | 0 %    |  | 6198,6 % | 19736 % | 11237,4 % | 35604,7 % | −44 %  |

### Ergebnis
Für sich betrachtet kann eine Unterkonsumtion (Überproduktion) durch geeignete Lohnpolitik oder durch nachfragepolitische Maßnahmen überwunden werden, wenn nicht sogar die Marktkräfte unmittelbar ein gleichgewichtiges Wachstum herbeiführen. Soll ein größeres Wirtschaftswachstum erreicht werden, dann muss der Konsum als Anteil an der Produktion sogar zurückgedrängt werden. Unterkonsumtion/Überproduktion wäre dann nur eine vorübergehende Erscheinung, die etwa durch keynesianische Maßnahmen oder die richtige Lohnpolitik bewältigt werden könnte. Unterkonsumtionskrisen sind reformierbar.
Dagegen kann eine Überakkumulation (Kapitalintensität wächst rascher als Arbeitsproduktivität) jedenfalls lohnpolitisch oder durch Nachfragepolitik nicht behoben werden. Lediglich der Zeitpunkt, ab dem die Beschäftigung rechnerisch schrumpfen müsste, kann durch geringeren Konsum beeinflusst werden.
Innerhalb der marxistischen Wirtschaftstheorie gilt daher die erste Krisenerklärung als eher „reformistisch“, während die zweite Krisenerklärung herangezogen wird, wenn auf die grundsätzliche Nichtreformierbarkeit der kapitalistischen Wirtschaftsweise abgehoben werden soll. Die Überakkumulation bildet dabei auch den Hintergrund zum marxschen Gesetz des tendenziellen Falls der Profitrate.